# 愛媛県道144号南川壬生川停車場線
愛媛県道144号南川壬生川停車場線（えひめけんどう144ごう みなみがわにゅうがわていしゃじょうせん）は、愛媛県西条市を通る一般県道である。

## 概要
- 陸上距離：3.2 km

- 起点：西条市周布
- 終点：西条市南川（小松中学前交差点）

## 地理

### 通過する自治体
- 西条市

### 交差する道路
- 国道11号
- 愛媛県道48号壬生川丹原線
- 愛媛県道149号丹原小松線

### 沿線にある施設など
- 松山自動車道東予丹原インターチェンジ
- 西条市立小松中学校